# Vanesa Šelmeková
Vanesa Šelmeková (* 20. Januar 2007 in Žilina) ist eine slowakische Eiskunstläuferin.

## Karriere
In ihrer Heimatstadt begann Vanesa Šelmeková 2012 bei FSC Žilina ihre Karriere und wurde von Bibiána Srbecká trainiert. Später wechselte sie zu Vladimir Dvojnikov vom ŠKP Bratislava, startet aber weiterhin für ihren Heimatverein. In der Saison 2021/22 nahm sie erstmals an Juniorenweltmeisterschaften teil und belegte in der estnischen Hauptstadt Tallinn nach dem Kurzprogramm den 35. Platz, womit sie sich nicht für die Kür qualifizieren konnte. In der darauffolgenden Saison sie erstmals bei der Four Nationals Championship, bei welcher die nationalen Meistertitel von Polen, Tschechien, Ungarn und der Slowakei vergeben werden, und belegte nach dem Kurzprogramm und der Kür in der Gesamtwertung den elften Platz und bei der slowakischen Meisterschaft den dritten Platz. In der Folge nahm sie für die Slowakei an dem Europäischen Olympischen Winter-Jugendfestival 2023 teil, wo sie den 16. Platz belegte, und an den Juniorenweltmeisterschaften 2023, wo sie nach dem Kurzprogramm als 28. ausschied.
In der Saison 2023/24 nahm sie zwischen dem 14. und 16. Dezember 2023 im tschechischen Turnov an den Four Nationals Championship 2024 teil. Nachdem sie im Kurzprogramm den vierten Platz belegt hatte, konnte sie sich durch die zweitbeste Kür noch auf den zweiten Platz in der Gesamtwertung verbessern und musste sich nur klar der Polin Jekatierina Kurakowa geschlagen geben. Durch dieses Resultat sicherte sie sich zudem ihren ersten slowakischen Meistertitel im Erwachsenenbereich. Sie nahm an den Europameisterschaften 2024 teil, wo sie den 29. Platz belegte.